# Guarujá Challenger
Il Guarujá Challenger è stato un torneo professionistico di tennis giocato su campi in cemento. Faceva parte dell'ATP Challenger Series. Si giocava annualmente a Guarujá in Brasile.

## Albo d'oro

### Singolare
| Anno       | Campione        | Finalista       | Punteggio     |
| ---------- | --------------- | --------------- | ------------- |
| 1992       | Nicolás Pereira | Roberto Jabali  | 6–4, 6–4      |
| 1991- 1987 | Non disputato   | Non disputato   | Non disputato |
| 1986       | Cássio Motta    | Carlos Kirmayr  | 6–1, 1–6, 6–1 |
| 1985       | Juan Avendaño   | Roberto Saad    | 6–3, 6–3      |
| 1984       | Givaldo Barbosa | Pedro Rebolledo | 6–4, 6–3      |

### Doppio
| Anno       | Campioni                         | Finalisti                          | Punteggio     |
| ---------- | -------------------------------- | ---------------------------------- | ------------- |
| 1992       | Maurice Ruah Mario Tabares       | Danilo Marcelino Fernando Meligeni | walkover      |
| 1991- 1987 | Non disputato                    | Non disputato                      | Non disputato |
| 1986       | Carlos Kirmayr Cássio Motta      | Alejandro Ganzábal Raúl Viver      | 6–3, 6–2      |
| 1985       | Ronnie Båthman Magnus Tideman    | Carlos Gattiker Gustavo Tiberti    | 7–6, 4–6, 6–3 |
| 1984       | Alexandre Hocevar Marcos Hocevar | Álvaro Fillol Jaime Fillol         | 6–7, 6–4, 6–4 |